# مهدی شریفی
مهدی شریفی (زادهٔ ۲۵ مرداد ۱۳۷۱ در اصفهان) بازیکن فوتبال اهل ایران  است.
شریفی فوتبال خود را از آکادمی ذوب‌آهن شروع کرد و تا نوجوانان در این تیم بود. پس از وقفه‌ای یک ساله، به تیم بزرگسالان سپاهان نوین پیوست و سپس در تیم امید سپاهان حضور پیدا کرد.
او در سال ۱۳۹۱ در تیم امید سپاهان، به عنوان آقای گل لیگ امیدهای کشور دست یافت.
وی در سال ۱۳۹۱ به تیم بزرگسالان سپاهان پیوست. او اولین بازی رسمی خود را برای سپاهان در تاریخ ۱۵ مرداد ۱۳۹۲ در هفتهٔ سوم لیگ برتر ۹۳–۱۳۹۲ در بازی با گسترش فولاد تبریز که به عنوان بازیکن تعویضی توسط زلاتکو کرانچار به میدان فرستاده شده بود، به انجام رساند و موفق شد یک پاس گل بدهد. پس از آن، شریفی در بازی‌های بعدی بیشتر مورد استفاده گرفت تا اینکه به بازیکن ثابت سپاهان تبدیل شد.
دوران اوج او به سالهای حضورش در سپاهان برمیگردد اما پس از بازگشت او از تراکتور به سپاهان نتوانست انتظارات را برآورده سازد و از لیست سپاهان کنار گذاشته شد.
مهدی شریفی در خرداد سال ۱۳۹۷ با باشگاه فوتبال پرسپولیس به توافق رسید تا فصل هجدهم لیگ برتر را با پیراهن سرخ پوشان به بازی خود ادامه دهد.

## تیم ملی ایران

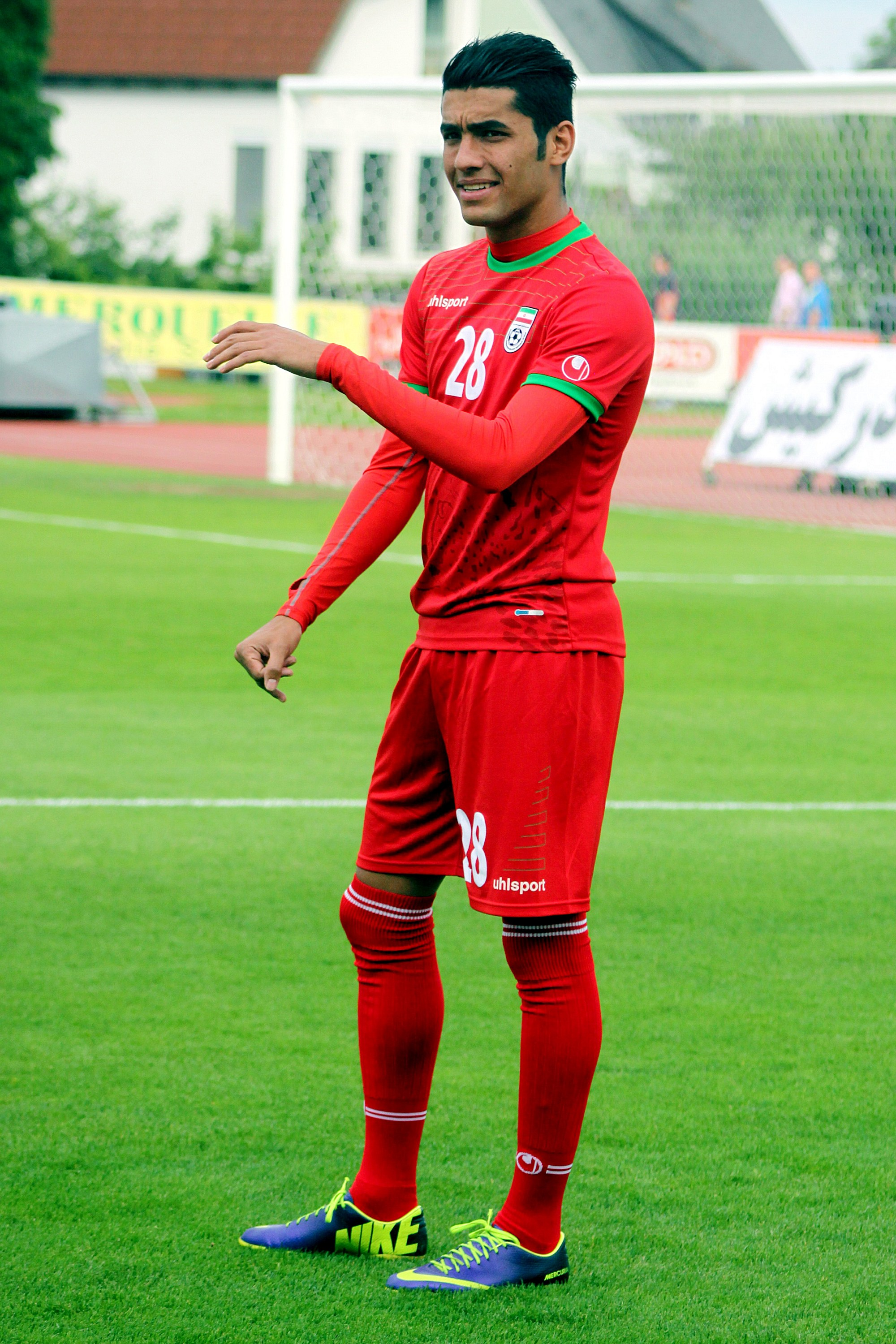
مهدی شریفی پیش از دیدار دوستانه تیم ملی ایران با تیم ملی مونته‌نگرو - ۵ خرداد ۱۳۹۳

مهدی شریفی اولین بار در سال ۱۳۹۳ و پیش از جام جهانی ۲۰۱۴ از سوی کارلوس کی‌روش به تیم ملی فوتبال ایران دعوت شد. وی اولین بازی ملی خود را در ۲۸ اردیبهشت ۱۳۹۳ در یک بازی دوستانه در مقابل تیم ملی فوتبال بلاروس به انجام رساند.

## آمار باشگاهی
| باشگاهی | باشگاهی           | باشگاهی  | لیگ  | لیگ | جام      | جام      | قاره | قاره | مجموع | مجموع |
| فصل     | باشگاه            | لیگ      | بازی | گل  | بازی     | گل       | بازی | گل‌   | بازی  | گل‌    |
| ایران   | ایران             | ایران    | لیگ  | لیگ | جام حذفی | جام حذفی | آسیا | آسیا | مجموع | مجموع |
| ------- | ----------------- | -------- | ---- | --- | -------- | -------- | ---- | ---- | ----- | ----- |
| ۹۲–۱۳۹۱ | سپاهان اصفهان     | لیگ برتر | ۰    | ۰   | ۰        | ۰        | ۰    | ۰    | ۰     | ۰     |
| ۹۳–۱۳۹۲ | سپاهان اصفهان     | لیگ برتر | ۱۹   | ۸   | ۱        | ۰        | ۶    | ۴    | ۲۶    | ۱۲    |
| ۹۴–۱۳۹۳ | سپاهان اصفهان     | لیگ برتر | ۲۶   | ۱۲  | ۱        | ۰        | –    | –    | ۲۷    | ۱۲    |
| ۹۵–۱۳۹۴ | سپاهان اصفهان     | لیگ برتر | ۱۶   | ۴   | ۴        | ۳        | ۰    | ۰    | ۲۰    | ۷     |
| ۹۵–۱۳۹۴ | تراکتورسازی تبریز | لیگ برتر | ۶    | ۱   | –        | –        | ۴    | ۱    | ۱۰    | ۲     |
| ۹۶–۱۳۹۵ | تراکتورسازی تبریز | لیگ برتر | ۱۸   | ۳   | ۳        | ۰        | –    | –    | ۲۱    | ۳     |
| ۹۷–۱۳۹۶ | تراکتورسازی تبریز | لیگ برتر | ۱۳   | ۰   | ۳        | ۵        | –    | –    | ۱۶    | ۵     |
| ۹۷–۱۳۹۶ | سپاهان اصفهان     | لیگ برتر | ۱۳   | ۳   | –        | –        | –    | –    | ۱۳    | ۳     |
| مجموع   | مجموع             | مجموع    | ۱۱۱  | ۳۱  | ۱۲       | ۸        | ۱۰   | ۵    | ۱۳۳   | ۴۴    |

## افتخارات
باشگاهی
- لیگ برتر
- قهرمانی در لیگ برتر فوتبال ایران ۹۴–۱۳۹۳ به همراه تیم سپاهان اصفهان
- جام حذفی
- قهرمانی در جام حذفی ۹۲–۱۳۹۱ به همراه تیم سپاهان اصفهان
- نایب قهرمانی در جام حذفی ۹۶–۱۳۹۵ به همراه تیم تراکتورسازی تبریز٫
- قهرمانی با تیم پرسپولیس در لیگ برتر خلیج فارس فصل ۹۷–۹۸
- قهرمانی با تیم پرسپولیس در جام حذفی فوتبال ایران فصل ۹۷–۹۸
- سوپرجام
- قهرمانی با تیم پرسپولیس در سوپر جام فوتبال ایران ۱۳۹۸